# Єлена Троянська
Єле́на (грец. Ἑλένη) — царівна з давньогрецької міфології, відома як Єлена прекрасна, Єлена з Аргоса або Єлена зі Спарти, дочка Зевса й Леди, дружини Тіндарея, сестра Діоскурів і Клітемнестри; найвродливіша з жінок і одна з найпопулярніших героїнь давньогрецького епосу, через яку було розпочато Троянську війну. Згідно з Лікофроном, мойри визначили їй мати п'ятьох чоловіків.
Первісно Єлена — старомінойська богиня рослинності та пелопоннеське божество родючості і світла. В епосі її зображено смертною жінкою, дочкою царя Спарти Тіндарея.

## Етимологія

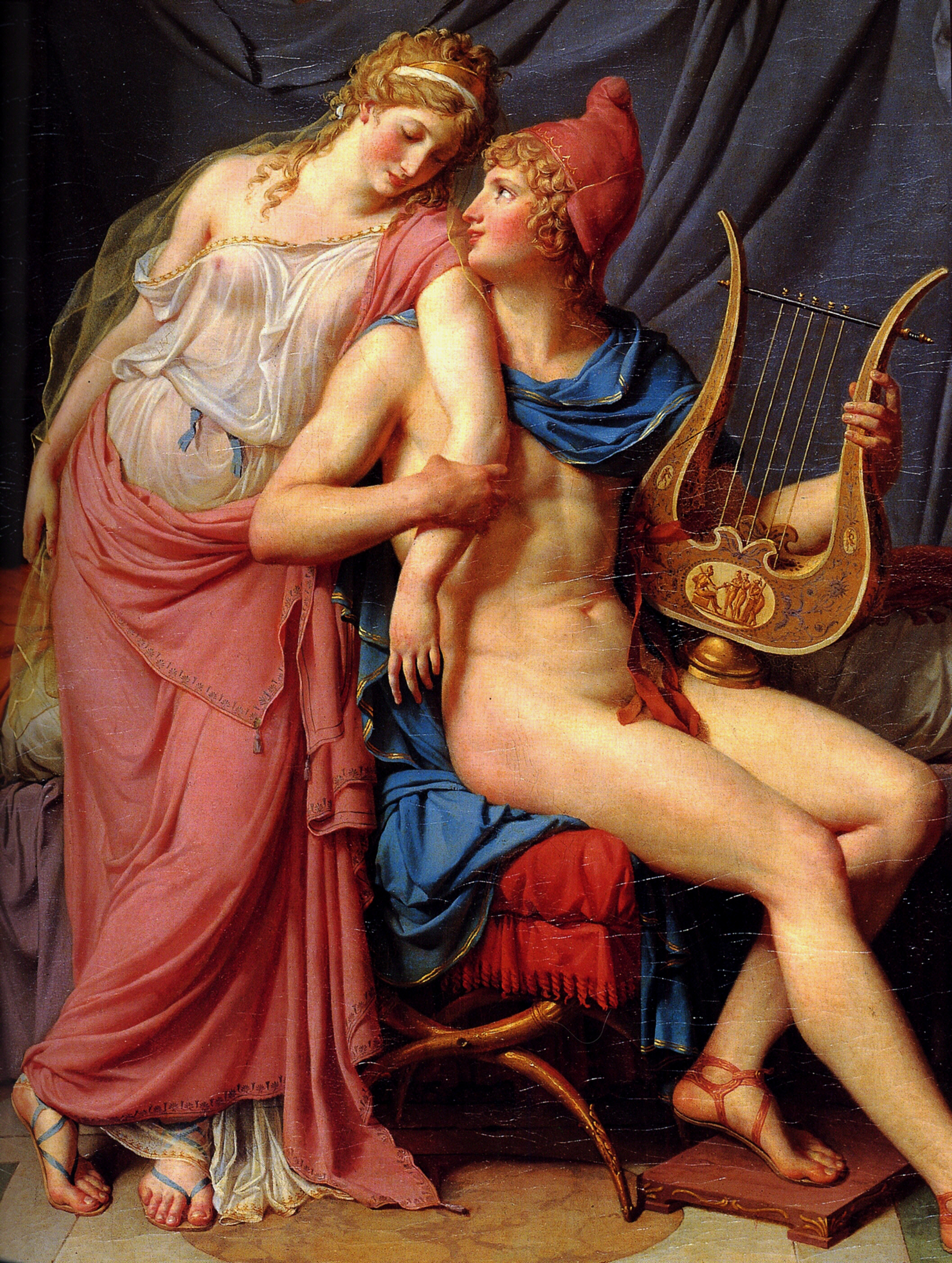
Кохання Єлени та Паріса, Жак-Луї Давид (полотно, олія, 1788, Лувр, Париж)

Етимологія імені Єлени продовжує залишатися проблемою для вчених. Георг Курціус пов'язав Єлену (Ἑλένη) з Місяцем (СЄлена; Σελήνη). Еміль Буазак вважав, що Ἑλένη походить від добре відомого іменника ἑλένη, що означає «смолоскип».
Було також припущено, що λ від Ἑλένη походить від оригінального ν, і, таким чином, етимологія назви буде пов'язана з коренем Венери. Однак Лінда Лі Клейдер каже, що жодна з наведених вище пропозицій не приносить особливого задоволення.
Зовсім недавно Отто Скутч висунув теорію про те, що ім'я Єлена може мати дві окремі етимології, які належать різним міфологічним фігурам відповідно, а саме *Sṷelenā (пов'язана з санскритським svaraṇā «сяюча») і *Selena, перша спартанська богиня. , пов'язана з тим чи іншим природним світловим явищем (особливо вогнищем св. Ельма) і сестрою Діоскурів, іншої — богині рослинності, якій в Терапні поклонялися як Ἑλένα Δενδρῖτις («Єлена з дерев»). Інші пов'язують етимологію назви з гіпотетичною протоіндоєвропейською богинею сонця, відзначаючи зв'язок імені зі словом «сонце» в різних індоєвропейських культурах. Зокрема, її шлюбний міф може бути пов'язаний з більш широкою індоєвропейською «шлюбною драмою» богині сонця, і вона пов'язана з божественними близнюками, як і багато з цих богинь. Таким чином, Мартін Л. Вест запропонував, що ГЄлена («володарка сонячного світла») може бути побудована на суфіксі PIE -nā («володарка»), що означає божество, що контролює природний елемент. Жодне з етимологічних джерел, здається, не підтверджує існування, окрім лише збігу обставин, зв'язку між ім'ям Єлени та іменем, яким зазвичай описували себе класичні греки, а саме елліни, на честь Еллен (/ˈhɛlɪn/; грецька: Ἕλλην).) міфологічний прабатьків греків.

## Доісторичний та міфологічний контекст

Карта Гомерівської Греції; МЄленай і Єлена панують над Лаконією

Витоки міфу про Єлену сягають мікенської доби. Її ім'я вперше з'являється в поемах Гомера, але вчені припускають, що такі міфи походять із ранніх мікенських грецьких джерел. Її міфологічним місцем народження була Спарта епохи героїв, яка займає чільне місце в каноні грецького міфу: у пізнішій давньогрецькій пам'яті мікенська бронзова доба стала віком грецьких героїв. Царі, цариці та герої Троянського циклу часто пов'язані з богами, оскільки божественне походження дало зріст героїчним предкам греків. Падіння Трої стало символом падіння зі славетної героїчної епохи, яку століттями пам'ятали в усній традиції, перш ніж була записана. Останні археологічні розкопки в Греції свідчать про те, що сучасна Лаконія була окремою територією в епоху пізньої бронзи, а поети розповідають, що це було багате королівство. Археологи безуспішно шукали мікенський палацовий комплекс, похований під сучасною Спартою. Сучасні знахідки свідчать про те, що територія навколо Менелайона в південній частині долини Євротас, схоже, була центром Мікенської Лаконії.

## У міфології

### Народження

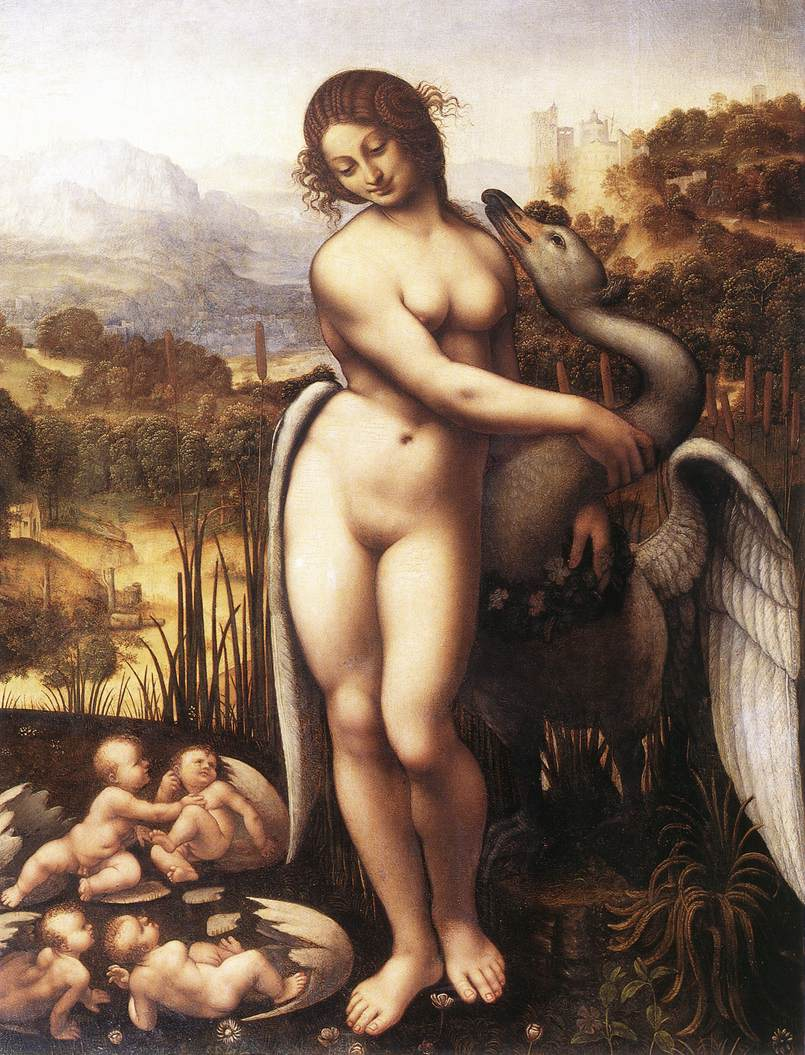
Леда і лебідь

Згідно з однією версією, вона була дочкою Зевса і спартанської цариці Леди (за Еврипідом, третя дочка). П'єса Евріпіда «Єлена», написана наприкінці V століття до н. е., є найдавнішим джерелом інформації про народження Єлени: хоча її батьком, вважається, був Тіндарей, вона насправді була дочкою Зевса. У вигляді лебедя цар богів шукав притулку з Ледою. Лебідь здобув свою прихильність, і двоє спарились. Тоді Леда знесла яйце, з якого вилупилась Єлена. Перший ватиканський міфограф вводить уявлення про те, що з союзу Зевса і Леди вилупилося два яйця: в одному були Кастор та Полідевк; а в іншому були Єлена та Клітемнестра. Тим не менш, той самий автор раніше заявляв, що Єлена, Кастор і Полідевк вилупились із одного яйця.
За іншою версією, була зачата в Рамнунті (Аттика), де Зевс в образі лебедя заволодів Немезидою. У Кіпрі Немезида не хотіла спаровуватися із Зевсом. Тому вона змінювала свою форму на різних тварин, намагаючись втекти від нього, і нарешті перетворившись на гусака. Зевс також перетворився на гусака і зґвалтував Немезиду, яка знесла яйце, з якого і народилася з яйця, Гермес поклав це яйце на коліна Леди. Яйце зберігалося в храмі Левкіппід в Спарті. За іншою версією, її мати — океаніда. Згідно з Птолемеєм Гефестіоном, Єлена — дочка Геліоса і Леди.

### Єлена та Тесей

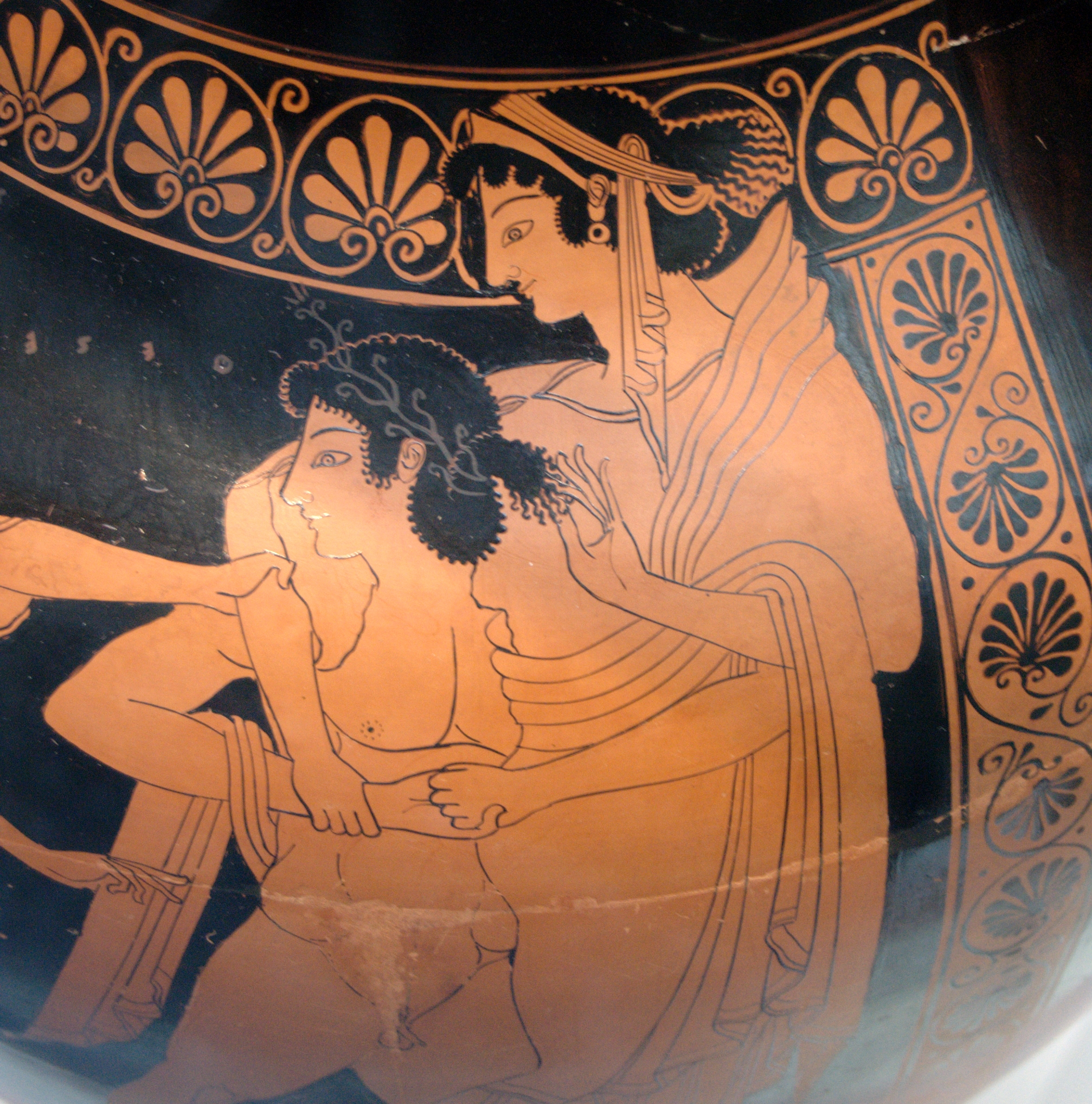
Єлена, вкрадена Тесеєм, зображення на аттичній червонофігурній амфорі, 510 р. до н. е., Державне античне зібрання, Мюнхен

Єлена була найпрекраснішою з жінок, навіть богині заздрили їй. Герой Аттики Тесей за допомогою Піріфоя викрав Єлену із Спарти, коли їй було 12 років (або коли їй було 10 років), коли вона танцювала в храмі Артеміди Орфії або приносила жертву в святилище Артеміди. Її брати Полідевк і Кастор звільнили Єлену і повернули до Тіндарея, вона залишилася незайманою. Згідно з Стесіхором, коли Єлена повернулася з Афін, вона була вагітна і народила в Аргосі дочку Іфігенію, заснувавши там храм Ілітії.

### Весілля Єлени
За Єлену сваталися безліч женихів, але Тіндарей побоювався чвар і ніяк не міг зважитися віддати Єлену заміж. Одіссей запропонував Тіндареєві надати право вибору нареченого самій Єлені, яка вибрала прекрасного сина Атрея Менелая, який після смерті Тіндарея став царем Спарти.
Багато героїв, які прагнули руки Єлени, поклялися, що ніколи не піднімуть зброї проти її чоловіка і в усьому будуть йому допомагати. Коли Паріс викрав Єлену й повіз її до Трої, Менелай покликав на допомогу грецьких героїв, і вони вирушили в похід проти троянців. Під час Троянської війни Єлена, живучи в Трої як дружина Паріса, бажає повернутися до першого чоловіка й доньки Герміони. Пріам і троянські старійшини віддають належне вроді Єлени.
Після захоплення Трої Єлена разом з Менелаєм повертається в Спарту. У післягомерівських версіях міф про Єлену ускладнився й доповнився новими подробицями, які, мабуть, були почасти запозичені з різних місцевих міфів. Із двох натяків в «Одіссеї» (IV, 276; VIII, 517) розвинулася легенда, що після смерті Паріса Єлена нібито стала дружиною його брата Деїфоба, якого після захоплення Трої видала Менелаєві. З інших натяків в «Іліаді» й «Одіссеї» про перебування Менелая з Єленою в Єгипті виник переказ про те, що Єлена зовсім не була в Трої, а жила в єгипетського царя Протея, який і повернув її Менелаєві. Щоб примирити цю версію з епосом, вигадали, начебто в Трої був лише «привид» Єлени. Культ Єлени процвітав у Лаконії, де він був пов'язаний з уявленням про вмирання й оживання природи (пор. воскресіння Єлени). Як і її брати Діоскури, Єлена вважалася покровителькою моряків.

### У Єгипті
Принаймні троє давньогрецьких авторів заперечували, що Єлена коли-небудь їздила до Трої; натомість, за їх словами, Єлена перебувала в Єгипті під час троянської війни. Ці три автори — Евріпід, Стесіхор і Геродот. У версії, викладеній Евріпідом у своїй п'єсі «Єлена», Гера створила подобу Єлени (eidolon, εἴδωλον) з хмар на прохання Зевса, Гермес відвіз її до Єгипту, а Єлена ніколи не вирушала до Трої. Ейдолон також присутній у розповіді Стесіхора, але не в раціоналізаційній версії міфу Геродота. Окрім цих даних, Лікофрон стверджує, що Гесіод першим згадав про Ейдолон Єлени. Це твердження можуть означати, що Гесіод заявив про це в літературному творі або про те, що ідея була широко відома / розповсюджена в ранній архаїчній Греції за часів Гесіода і, отже, приписувалася йому.
Геродот додає ваги «єгипетській» версії подій, висуваючи власні свідчення — він подорожував до Єгипту та опитував священників храму у Мемфісі. За словами цих священників, Єлена прибула до Єгипту незабаром після виходу зі Спарти, оскільки сильний вітер підірвав корабель з курсу. Протей, жалуючись, що Паріс спокусив дружину свого господаря і пограбував будинок господаря у Спарті, заборонив Парісу відвезти Єлену до Трої. Паріс повернувся до Трої без нової нареченої, але греки відмовилися вірити, що Єлена перебуває в Єгипті, а не в стінах Трої. Таким чином, Єлена чекала в Мемфісі десять років, а греки та троянці воювали. Після закінчення Троянської війни Менелай відплив до Мемфіса, де Протей возз'єднав його з Єленою.

### Під час падіння Трої
Під час падіння Трої, роль Єлени неоднозначна. У Енеїді Вергілія Деїфоб розповідає про зрадницьку позицію Єлени: коли Троянського коня було прийнято до міста, вона призначала вакхічні обряди, очолюючи хор троянських жінок, і, тримаючи серед них смолоскип, подала знак грекам центральній вежі міста в Одіссеї, однак, Гомер розповідає іншу історію: Єлена тричі обводила Коня, і вона наслідувала голоси грецьких жінок, залишених вдома — вона таким чином катувала чоловіків всередині (включаючи Одіссея та Менелая) за пам'ять про своїх коханих.
Після смерті Гектора і Паріса, Єлена стала коханкою їхнього молодшого брата Деїфоба; але коли вже падала Троя, вона заховала меч свого нового чоловіка і залишила його на милість Менелая та Одіссея. В Енеїді Еней зустрічає понівеченого Деїфоба в царстві Аїда; його рани служать свідченням його ганебного кінця, підкріпленого останньою дією Єлени —зради.
Однак портрети Єлени в Трої, здається, суперечать один одному. З одного боку ми читали про підступну Єлену, яка імітувала вакхічні обряди та раділа над розправою над троянцями. З іншого боку, є ще одна Єлена, самотня і безпомічна; яка відчайдушно шукала святилище, поки Троя горить. Стесіхор розповідає, що і греки, і троянці зібралися, щоб побити її каменями. Коли Менелай нарешті знайшов її, він підняв меч, щоб її вбити. Він вимагав, щоб він убив свою невірну дружину; але, коли він був готовий до цього, вона скинула халат з плечей, і погляд її краси змусив його відпустити меч.

### Смерть Єлени
Після війни Орест і Пілад хотіли вбити її. За спартанською версією, її могила була в містечку Ферапна поблизу Спарти. Її святилище розташовувалося в Спарті, поруч з могилою Алкмана.
За родоською версією, після смерті Менелая Єлена була вигнана Нікостратом і Мегапенфом і прибула на Родос до своєї знайомої Полікс, вдови Тлеполема. Поліксена, бажаючи помститися їй за загибель чоловіка, підіслала до неї, коли вона купалася, своїх служниць в образі Ериній. Вони захопили Єлену і повісили її на дереві. Варіант — вона сама повісилася з розпачу. Тому у родосців є храм Єлени Дендрітіди (Деревної). За іншими розповідями, родосці лише побили камінням служницю, яку Менелай одягнув у сукні Єлени. Про зв'язок Єлени з деревами згадує Теокріт.
Згідно з Птолемеєм Гефестіоном, на зворотному шляху з Трої Єлена була убита Фетідою, яка прийняла вигляд тюленя, за іншою версією його ж пера, Менелай і Єлена шукали Ореста, і Іфігенія принесла їх у жертву Артеміді. Згідно зі Стесіхором і кротонцями, Єлена після смерті стала дружиною Ахілла і оселилася на острові Левка в гирлі Дунаю.

## Образ у мистецтві

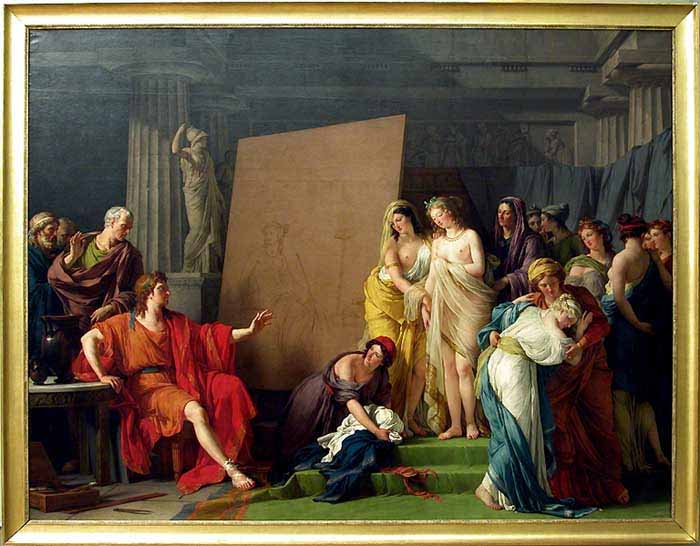
Zeuxis et les Filles de Crotone (Франсуа-Андре Вінсент, 1789, Париж, Лувр). Сцена розповідає історію художника Зевксіса, якому було доручено створити картину Єлени для храму Гери в Агрігенті, Сицилія. Щоб реалізувати своє завдання, Зевксіс обрав п'ять найкрасивіших дівчат у регіоні.

З античності змалювати Єлену було б надзвичайною проблемою. Історія Зевксіса стосується саме цього питання: як художник увічнить ідеальну красу? Зрештою, він вибрав найкращі риси з п'яти дів. Стародавній світ починає малювати картину Єлени або вписувати її форму на камінь, глину та бронзу в 7 столітті до нашої ери. Дарес Фрігій описує Єлену у своїй «Історії падіння Трої»: «Вона була гарна, щира й чарівна. Її ноги були найкращими, її рот наймиліший. Між її бровами був знак краси».
Єлену часто зображують на афінських вазах, як їй загрожує Менелай і вона тікає від нього. Однак у лаконічному мистецтві це не так: на архаїчній стелі, що зображає відновлення Єлени після падіння Трої, Менелай озброєний мечем, але Єлена сміливо дивиться йому обличчям, дивлячись прямо йому в очі; а в інших творах пелопонеського мистецтва Єлена зображена з вінком, а Менелай тримає меч угорі вертикально. Навпаки, на афінських вазах бл. 550—470, Менелай погрозливо спрямовує на неї свій меч. Викрадення Парісом було ще одним популярним мотивом у давньогрецькому вазовому живописі; безперечно популярніший, ніж викрадення Тесеєм. У відомому зображенні афінського вазописця Макрона Єлена йде за Парісом, як наречена за нареченим, її зап'ястя схоплено рукою Паріса. Етруски, які добре володіли грецькою міфологією, виявили особливий інтерес до теми доставки яйця Єлени, яке зображено в рельєфних дзеркалах.
У ранньому Середньовіччі, християнські автори вважали Єлену язичницьким еквівалентом Єви з Книги Буття. Їй навіть приписувалися деякі риси Діви Марії.
У живописі епохи Відродження від'їзд Єлени зі Спарти зазвичай зображується як сцена примусового вилучення (зґвалтування) Парісом. Однак це не стосується деяких світських середньовічних ілюстрацій. Художники 1460-1470-х років перебували під впливом «Historia destructionis Troiae» Гвідо делле Колонна, де викрадення Єлени зображувалося як сцена спокуси. У флорентійській Picture Chronicle Паріс і Єлена зображені, як відходять рука об руку, тоді як їхній шлюб був зображений на франко-фламандському гобелені.
Міф про Єлену надихав античних і новочасних письменників: трагедія Евріпіда «Єлена», втрачені трагедії Софокла «Лаконянка», «Посольство за Єленою», панегірики Горгія та Ісократа.
У п'єсі Вільяма Шекспіра «Троїл і Крессіда» Єлен є другорядним персонажем, який обожнює Троїла. У п'єсі Крістофера Марло «Доктор Фауст» (1604) Фауст викликає тінь Єлени. Побачивши Єлену, Фауст промовляє знаменитий рядок: «Чи це обличчя спустило тисячу кораблів, / І спалило вежі Іліума». (Дія V, сцена I.): чи то через захват її красою, чи то через розчарування її справжнім виглядом. Єлену також викликає Фауст у «Фаусті» Гете.
У 1881 році Оскар Вайлд опублікував вірш «Нова Єлена», де назвав свою подругу Ліллі Ленгтрі реінкарнацією Єлени Троянської. Вайлд описав її як протилежність Діви Марії, водночас наділяючи рисами самого Ісуса Христа. Ірландський поет Вільям Батлер Єйтс порівнював Єлену зі своєю музою Мод Гонн у поемі 1916 року «Немає другої Трої». Антологія «Темна вежа» Клайва Стейплза Льюїса містить фрагмент під назвою «Після десяти років», де після Троянської війни в Єгипті Менелаю пропонується обрати між недосконалою справжньою Єленою, та її ідеальною двійницею, створеною єгипетськими магами.
Міф про Єлену відбився також у творчості художників різних епох (Зевксіс, Полігнот, Рафаель, Клод Лоррен й ін.) та композиторів (Глюк, Сен-Санс, Ріхард Штраус, Оффенбах).
Англійська художниця-прерафаелітка Евелін де Морган зобразила Єлену на своїй картині «Єлена Троянська» 1898 року. Сальвадор Далі з дитинства захоплювався Єленою Троянською і бачив свою дружину Галу та сюрреалістичного персонажа Градіву як втілення Єлени. Свою автобіографію «Щоденник генія» він присвятив «моїй геніальній Галі Градіві, Єдені Троянській, Святій Єлені, Галі Галатеї Плациді».